# Île Fourchue
Île Fourchue är en obebodd ö i Saint-Barthélemy (Frankrike). Den ligger nordvästra om huvudön, 9 km nordväst om huvudstaden Gustavia. Arean är 0,99 kvadratkilometer.